# Brungrå fransormstjärna
Brungrå fransormstjärna (Ophiura ophiura) är en ormstjärneart som först beskrevs av Carl von Linné 1758.  Brungrå fransormstjärna ingår i släktet Ophiura och familjen fransormstjärnor. Arten är reproducerande i Sverige. Inga underarter finns listade i Catalogue of Life.

## Bildgalleri

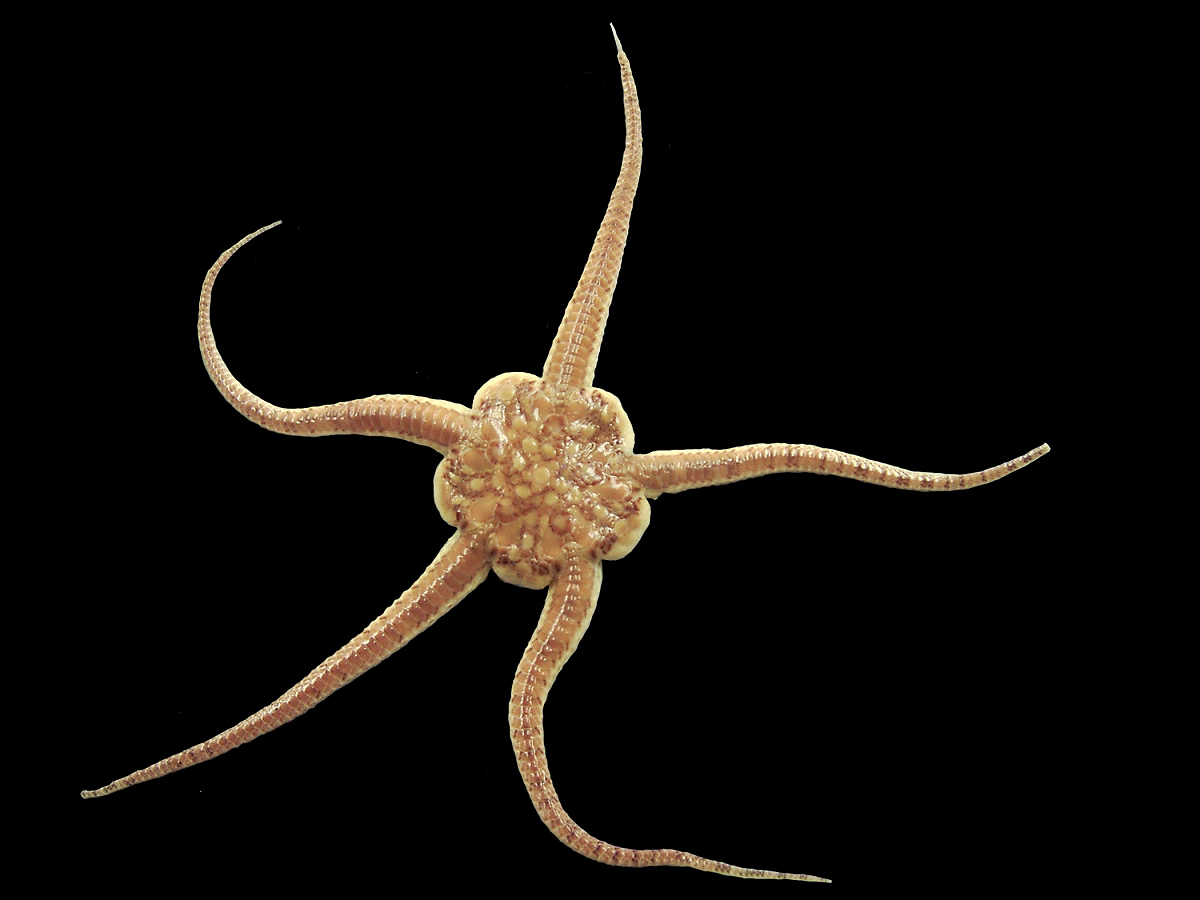
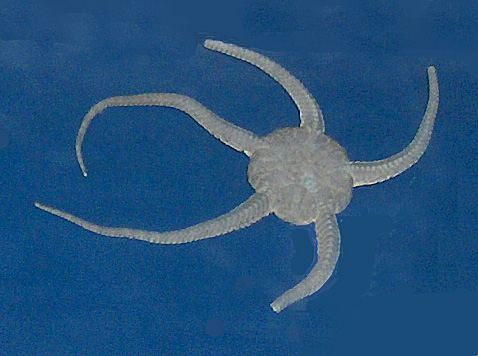
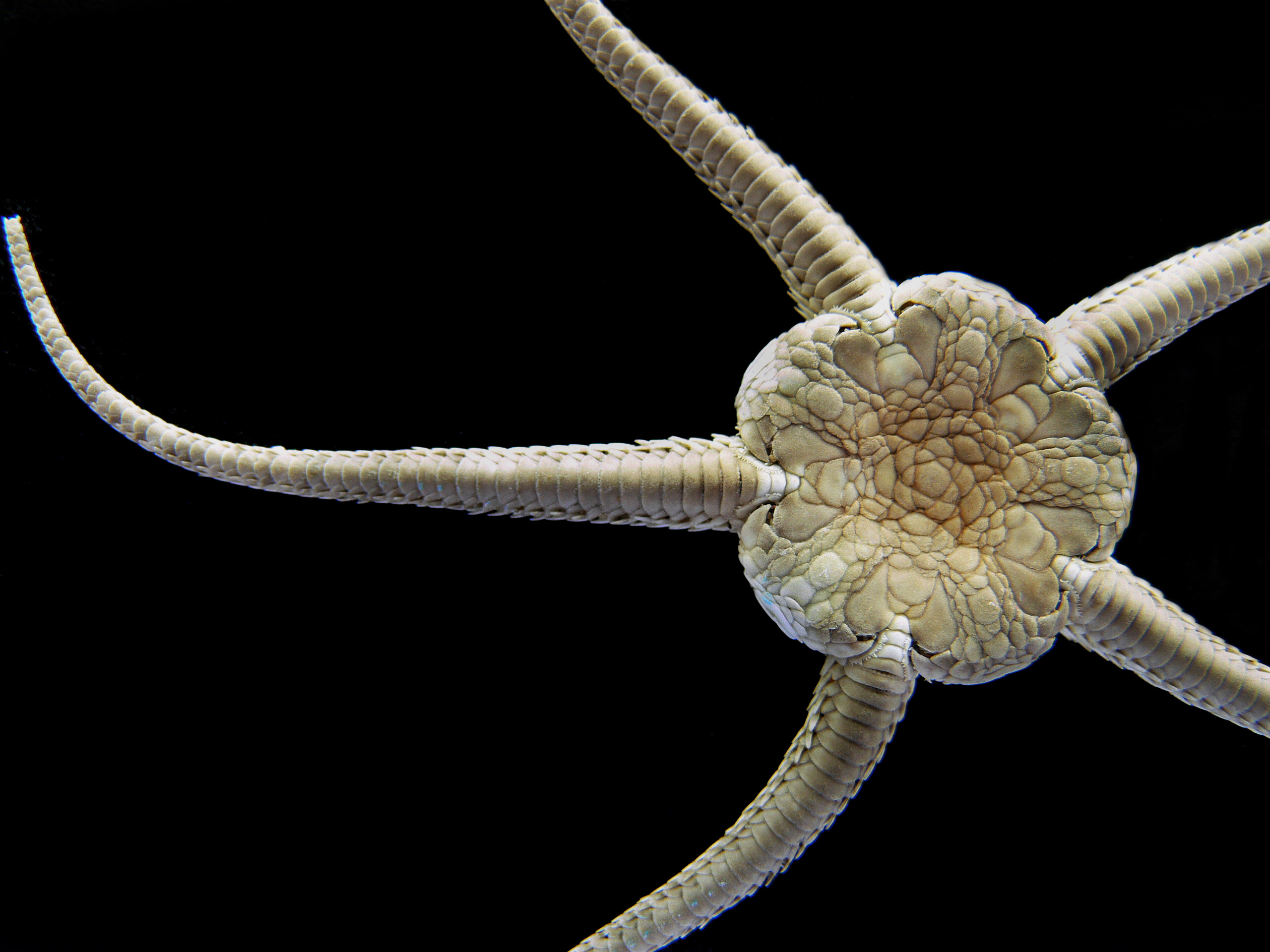
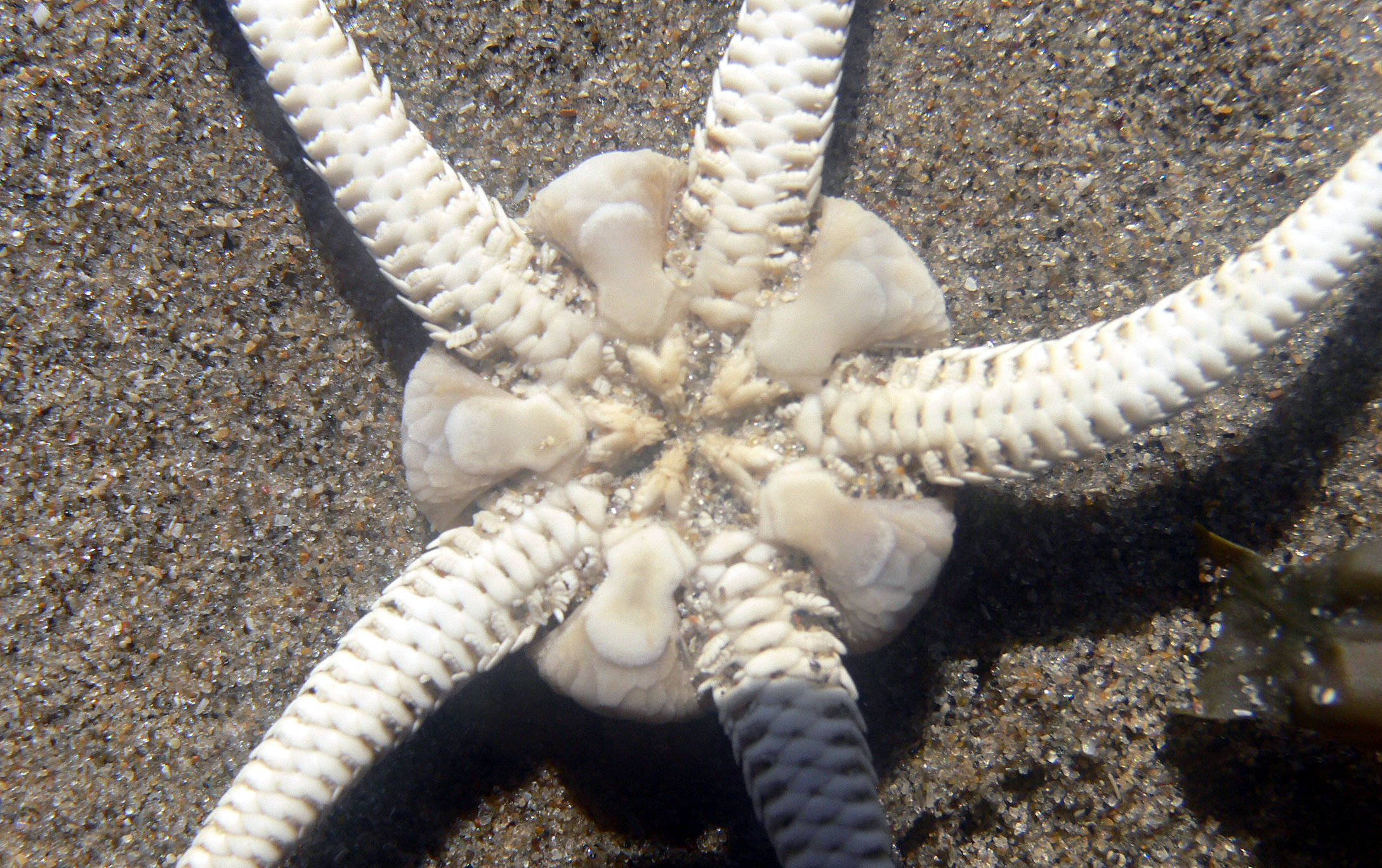
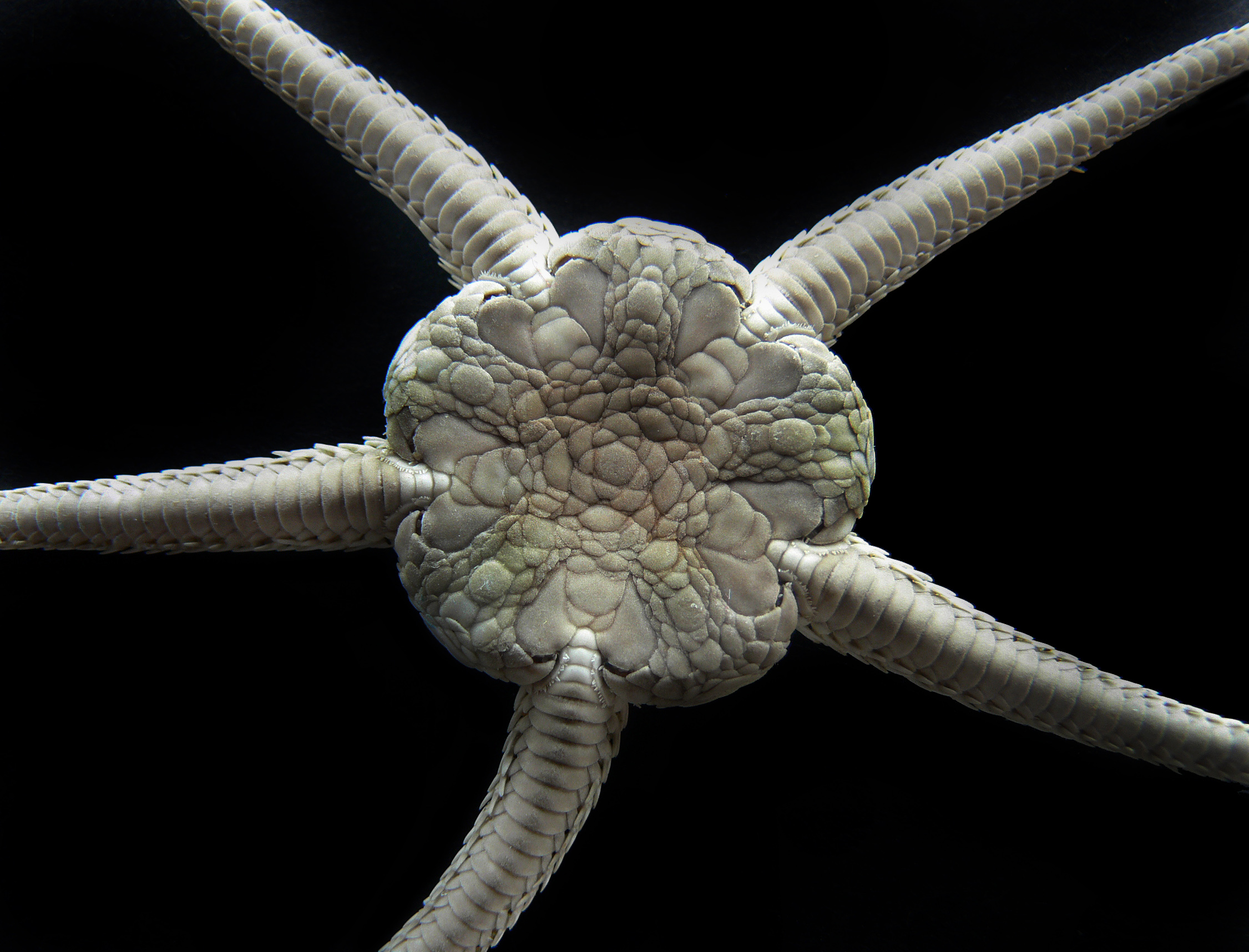